# 章駕時
章驾时（1882年—1925年3月9日）又名锦慎，字笛秋，一字松吾。湖南省湘乡县大坪乡韶峰村人。清朝及中华民国初期军事将领。

## 生平
光绪二十八年（1902年），他考入江南将弁学堂高等科，后来以最优成绩毕业。毕业后，他历任江苏常备步队第一标一营管带、标教练官、混成旅参谋官、陆军学堂监督等职务，获得江苏巡抚程德全赏识，被提升为督练公所总参议。他受反清与反帝制思想以及族兄章孝彪的影响，思想趋于激进。
宣统三年（1911年10月），武昌起义爆发。1911年11月4日，他率领部队支持江苏巡抚程德全易帜。他自任江防水陆总司令兼水陆警备统制，指挥部队攻占了南京，此后率军驻防吴淞。以后他曾历任宣抚使、江苏临时军政府监督兼总务厅长、都督署总参谋长、江防水师统制兼江防总司令、江苏水陆师师长。1912年，他担任江苏陆军第二师师长、陆军中将，获授二等文虎勋章。1913年7月，他和黄兴等人起兵反对袁世凯，事败，他遂脱离军界，隐居苏州，学习佛学。1925年3月9日，他在上海病故。